# Philippe de Spoelberch
Philippe de Spoelberch né 23 mai 1941 à Etterbeek est un homme d'affaires belge, et dendrologiste.

## Dendrologie
Il a créé l'Arboretum Wespelaar en 1984 à partir d'une extension de ses collections dendrologiques, sur la partie nord de son domaine de Herkenrode.  Par donation en date de 2007, la Fondation Arboretum Wespelaar est devenue propriétaire de l'ensemble des collections du site et en assure depuis lors la gestion. Plus de 2 000 taxa différents peuvent être admirés sur les 20 ha de l'arboretum. 
Il a reçu la médaille commémorative Veitch de la Royal Horticultural Society en 2003.